# Jochen Esser

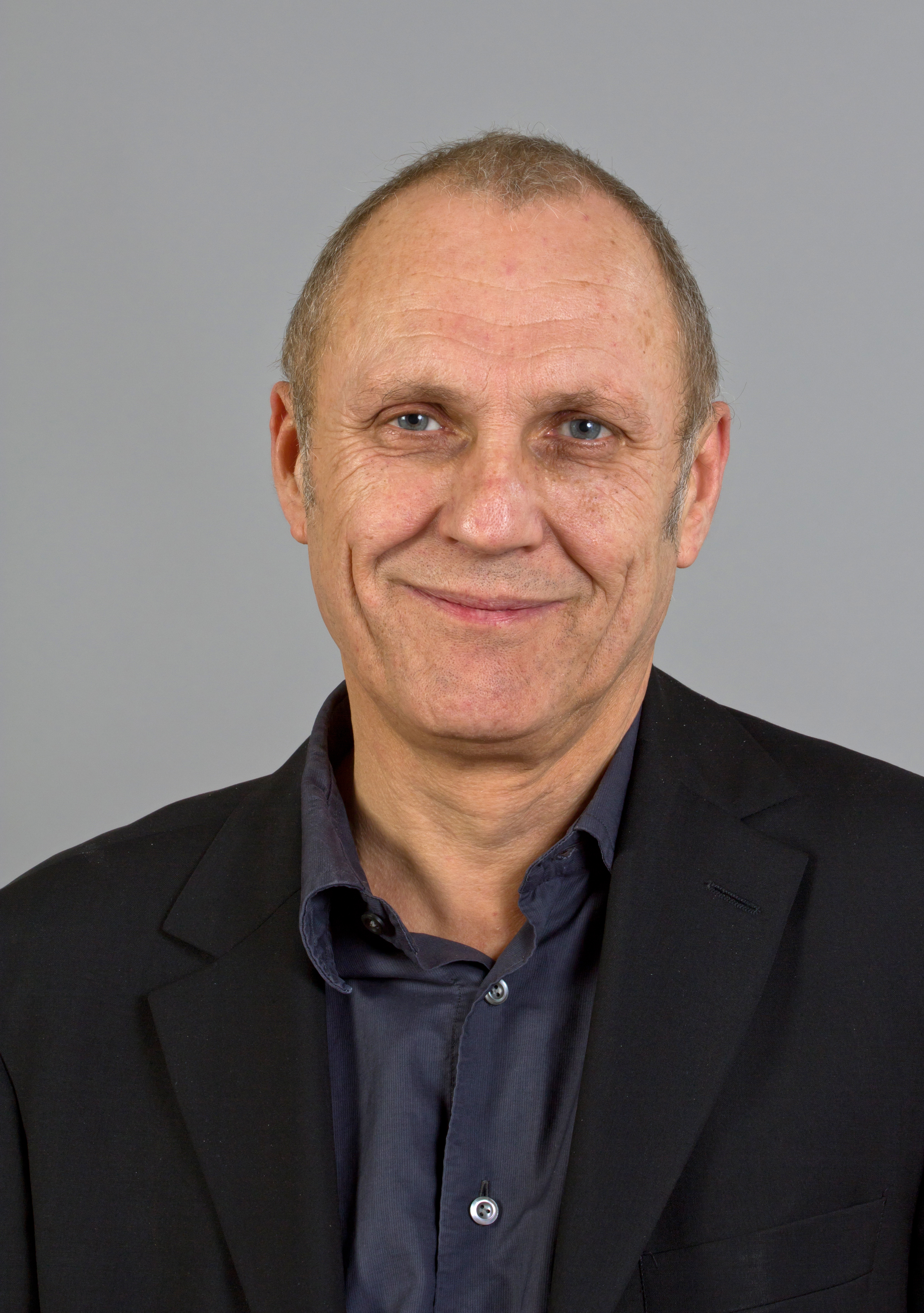
Jochen Esser (2013)

Joachim „Jochen“ Esser (* 2. Mai 1951 in Köln) ist ein deutscher Politiker (Bündnis 90/Die Grünen) und Journalist. Er war von 1991 bis 1993 Landesvorsitzender des Berliner Landesverbandes von Bündnis 90/Die Grünen und von 1999 bis 2016 Mitglied des Berliner Abgeordnetenhauses.

## Ausbildung und Beruf
Esser erlangte 1970 sein Abitur in Köln und studierte Germanistik und Politologie an der FU Berlin. Das Studium schloss er 1976 mit dem ersten Staatsexamen für das gymnasiale Lehramt ab und erhielt 1978 das zweite Staatsexamen. Jochen Esser wurde aufgrund des Radikalenerlasses nicht für das Lehramt zugelassen. Von 1978 bis 1980 absolvierte er eine Druckerausbildung und arbeitete anschließend bis 1984 als Drucker und Ausbilder. In den Jahren 1994 bis 1999 war er als Journalist beschäftigt. Neben seiner politischen Tätigkeit ist er als freier Journalist tätig.

## Partei und Politik
Jochen Esser ist Mitglied der Partei Bündnis 90/Die Grünen und dort in unterschiedlichen Funktionen seit der Gründung 1980 politisch tätig. Von 1991 bis 1993 war er Landesvorsitzender und in den Jahren 1997 bis 1999 Mitglied im Rundfunkrat des Sender Freies Berlin.
Esser wurde bei der Wahl im September 1999 erstmals in das Berliner Abgeordnetenhaus gewählt, dem er bis 2016 angehörte. Im Parlament war er zuletzt Sprecher seiner Fraktion für die Bereiche Haushalt und Finanzen sowie Vermögen. Des Weiteren war er stellvertretender Vorsitzender des Hauptausschusses sowie Mitglied in weiteren Ausschüssen, unter anderem des Unterausschusses Beteiligungsmanagement und -controlling und des Unterausschusses Vermögensverwaltung.
2017 - Jochen Esser, ehemaliger und langjähriger Grünen-Abgeordneter, ist in den Aufsichtsrat der Berliner Stadtreinigung (BSR) eingerückt. (Berliner Morgenpost)

## Mitgliedschaften
Jochen Esser ist Mitglied des Aufsichtsrates des Liegenschaftsfonds.